# 甲冑魚
甲冑魚（學名：Ostracodermi）又名介皮類，是已滅絕的一類原始无颌鱼类，其身上有骨質的甲板覆蓋。牠們的化石在奧陶紀至泥盆紀地層都有發現。牠們是棲於水底的動物。
甲冑魚是最先只使用鰓來呼吸，而不用來攝食的動物。所有其他之前的生物都是以鰓來同時呼吸及攝食的。牠們的頭兩側有另外的咽鰓囊，是開啟而沒有鰓蓋。甲冑魚不像其他的脊椎動物以纖毛來運送食物，而是以肌肉鰓囊來吸入細小的獵物。
自从有颔类（即现代鱼类）开始兴盛之後，无颔甲冑魚的數量大幅下降，而最終在泥盆紀末期滅絕。

## 分类
甲冑魚與圓口綱（包括八目鰻及盲鰻綱）一同被分類在無頷總綱之下。甲冑魚這個分類現在已經很少使用。不過甲冑魚亦是古生代有覆有甲板及沒有下顎的魚類的非正式名稱。
- †鳍甲鱼纲 Pteraspidomorphi
  - †阿兰达鱼亚纲 Arandaspida
  - †异甲亚纲 Heterostracomorphi
- †花鳞鱼纲 Thelodonti
- †缺甲鱼纲 Anaspida
- †盔甲鱼纲 Galeaspida
- †茄甲鱼纲 Pituriaspida
- †骨甲鱼纲 Osteostraci
- 有颔类 Gnathostomata